# Podmornice razreda Lada
Razred Lada (rusko Проект 677 Лада, Projekt 677 Lada – Lada) je razred dizel-električnih podmornic Ruske vojne mornarice, ki jih je zasnoval sanktpeterburški konstruktorski biro Rubin. Ime razreda izhaja iz baltske in slovanske mitologije, kjer je Lada boginja, ki se povezuje z lepoto in rodnostjo. 

## Zgodovina
Namen programa je bil zgraditi dizel-električno podmornico četrte generacije, ki bi bila tišja, bolj moderna in bolj sposobna od razreda Varšavjanka. Razred Lada ima v primerjavi z razredom Varšavjanka 25 % manjši izpodriv in za en vozel večjo hitrost pod vodo. 
Do leta 2022 je Ruska vojna mornarica naročila šest podmornic razreda Lada. Od teh je bila podmornica Sankt Peterburg že predana v uporabo, Kronštadt in Velikije Luki sta splavljeni, Vologda in Jaroslavl sta v izdelavi, še ena pa je naročena. Podmornice gradi sanktpeterburška ladjedelnica Admiralti.
Za izvoz so razvili podoben razred Amur, za katerega je bilo prejetih enajst naročil.

## Enote
V poševnem tisku so ocenjeni podatki.
| Razred | Ime             | Gredelj položen   | Splavljena         | Predana         | Flota         | Stanje       |
| ------ | --------------- | ----------------- | ------------------ | --------------- | ------------- | ------------ |
| Lada   | Sankt Peterburg | 26. december 1997 | 28. oktober 2004   | 8. maj 2010     | Severna flota | Upokojena    |
| Lada   | Kronštadt       | 28. julij 2005    | 20. september 2018 | 24. januar 2024 | Severna flota | Aktivna      |
| Lada   | Velikije Luki   | 19. marec 2015    | 23. december 2022  |                 | Severna flota | Preizkušanje |
| Lada   | Vologda         | 12. junij 2022    |                    | 2025            | Severna flota | V gradnji    |
| Lada   | Jaroslavl       | 12. junij 2022    |                    | 2027            | Severna flota | V gradnji    |
| Lada   |                 | 2024              |                    |                 | Severna flota | Naročena     |